# الثعالب (فلم)
الثعالب فيلم دراما، تشويق وإثارة مصري للمخرج أحمد السبعاوي عام 1993  كتب القصة والسيناريو والحوار المؤلفة منى الصاوي. الفيلم من بطولة كمال الشناوي، محمود حميدة، فيفي عبده، حاتم ذو الفقار، نهلة سلامة، وعلا رامي  وتدور الأحداث حول الثري ياسين أبو اليزيد الذي جمع ثروته من تجارة المخدرات ثم تقاعد بعد إلقاء القبض على زوجته، التي اعترفت بحيازتها للمخدرات لحمايته، وماتت في السجن وبدأ ياسين في حياته الجديدة متخوفاً من كشف ماضية.
صدر الفيلم إلى دور العرض المصرية في 31 مايو 1993. الموافق لعيد الأضحى 1413 هـ.
منح موقع قاعدة بيانات الأفلام العربية "السينما.كوم" الفيلم درجة 5.2/ 10.

## طاقم التمثيل
كمال الشناوي: في دور ياسين أبو اليزيد
محمود حميدة: في دور كمال عبد الرازق (الشهير باسم الثعلب)
فيفي عبده: في دور دلال
حاتم ذو الفقار: في دور الدكتور ماجد ياسين أبو اليزيد
نهلة سلامة: في دور زهرة
علا رامي: في دور رشا جلال رمزي
جمال إسماعيل: في دور قنديل جاد الله (خال كمال)
إبراهيم نصر: في دور فرفور (زميل كمال بالسجن)
عطية عويس: في دور وجيه (محامي ياسين بيه)
ناهد رشدي: في دور رضا (زوجة كمال)
محمد أبو حشيش: في دور علوان
حمدي يوسف: في دور المهندس جلال رمزي
حمدي شرف الدين: في دور وكيل النيابة
عبد المنعم النمر: في دور ضابط السجن
أحمد حلاوة: في دور الريس إستئناف
سيد حاتم: في دور الريس أبو الليف
محمد جبريل: في دور أحد رجال الريس إستئناف
فاتن جميل: في دور الراقصة
بدرية عبد الجواد: في دور مسجونة
فايزة عبد الجواد: في دور مسجونة
مي فريد: في دور الطفلة قمر (ابنة كمال)
بالاشتراك مع: عبد المنعم المرصفي – مصطفى كمال – مطاوع عويس – توفيق الكردي – محمد مندور – سيد مصطفى – أحمد رضوان – زيزي فريد – زينب عبده – صفاء يسري – نانسي.

## أحداث الفيلم
يتوقف المعلم ياسين أبو اليزيد (كمال الشناوي) عن العمل بتجارة المخدرات بعد أن أصبح ياسين بيه صاحب محجر ضخم ويعمل معه ابنه، الذي لم يعترف ببنوته، كمال (محمود حميدة) وقنديل جاد الله (جمال إسماعيل) خال كمال. لم يتوقف كمال وخاله قنديل عن الإتجار بالمخدرات ويقومون باستخدام المحجر كمخزن للمخدرات، ويدعوهم ياسين للتوقف عن تجارة المخدرات، كما فعل هو، ولكن الجميع يعلم أنه توقف بعد أن قامت زوجته الأولى عزيزة، والدة كمال، بتضحية كبيرة واعترفت بملكيتها للمخدرات التي كانت بحوزة زوجها ياسين وماتت في السجن خلال فترة سجنها 25 سنة، وألحق ابنه ماجد بكلية الطب وأصبح يخشى من تاريخه القديم. يعود الدكتور ماجد من الخارج ليجد والده قد تزوج عشيقته القديمة دلال (فيفي عبده) التي غرر بها ثم تركها لثلاثة من أصدقائه يتناوبون إغتصابها، وتقرر بعد ذلك الإنتقام من ماجد بأن تتزوج والده. يلقي رجال شرطة مكافحة المخدرات القبض على الثعلب (الاسم الحركي لكمال بين تجار المخدرات) وأمام وكيل النيابة (حمدي شرف الدين) يرفض الإفصاح عن أن والده، ياسين بيه، أو خاله المعلم قنديل على علم بعمله في تجارة المخدرات، ويدفع ياسين بمحاميه الأستاذ وجيه (عطية عويس) للدفاع عن كمال والإهتمام بزوجته رضا (ناهد رشدي) وابنته قمر. يقدم ماجد مخططات لبناء المستشفى، التي يمول بنائها والده، للمهندس جلال رمزي (حمدي يوسف) والد رشا (علا رامي) خطيبة، بينما ياسين يحاول مساعدة كمال عن طريق الإتفاق مع كاتب المحامي السابق، الريس استئناف (أحمد حلاوة) الذي يتقاضى الكثير لتسهيل هروب السجين والذي يعقد إتفاق مع الريس أبو الليف (سيد حاتم) لإعداد ما يلزم.
يتزوج ماجد من رشا وتصر دلال على إقامتهما في فيلا ياسين بيه ليظل ماجد تحت سيطرتها. يقوم الريس إستئناف بعملية تهريب كمال بمساعدة الريس أبو الليف ورجاله أثناء ترحيل كمال وفرفور، وتسليمهم للشابة زهرة (نهلة سلامة) التي تحملهم في مراكب صيد السمك. تستمر مطاردة دلال للدكتور ماجد بغرض إفساد حياته للإنتقام وتلاحظ رشا ما يحدث وتظن أن زوجها يحب زوجة أبيه. يفترق فرفور عن كمال الذي يعد نفسه للهروب خارج البلاد ثم تلحق به رضا وابنته قمر. يلتقي كمال بياسين قبيل رحيلة، بينما تحاول دلال الإعتراف لرشا بعلاقتها بزوجها ماجد الذي يحاول جاهداً إسكات دلال ويلف يديه حول عنقها حتى تسقط وتفارق الحياة، ويسارع إلى أبيه لإنقاذه فيجده يعترف بأن كمال هو ابنه. يهاجمهم رجال الشرطة للقبض على ماجد بتهمة القتل والقبض على كمال بتهمة الإتجار في المخدرات.

## وصلات خارجية
- مقالات تستعمل روابط فنية بلا صلة مع ويكي بيانات
- الثعالب على موقع الدهليز
- الثعالب على موقع كاروهات